# Antonne-et-Trigonant
Antonne-et-Trigonant é uma comuna francesa na região administrativa da Nova Aquitânia, no departamento Dordonha. Estende-se por uma área de 20,19 km². Em 2010 a comuna tinha 1 312 habitantes (densidade: 65 hab./km²).